# USS Theodore Roosevelt (CVN–71)
Az USS Theodore Roosevelt a negyedik Nimitz osztályú repülőgép-hordozó az Amerikai Haditengerészet kötelékében. Nevét Theodore Rooseveltről, az Egyesült Államok 26. elnökéről kapta, de a legénység sokszor the Big Stick („a Nagy Bot”) néven is illeti. Hívójele: Rough Rider, ami a spanyol–amerikai háborúban volt T. Roosevelt egységének a neve.

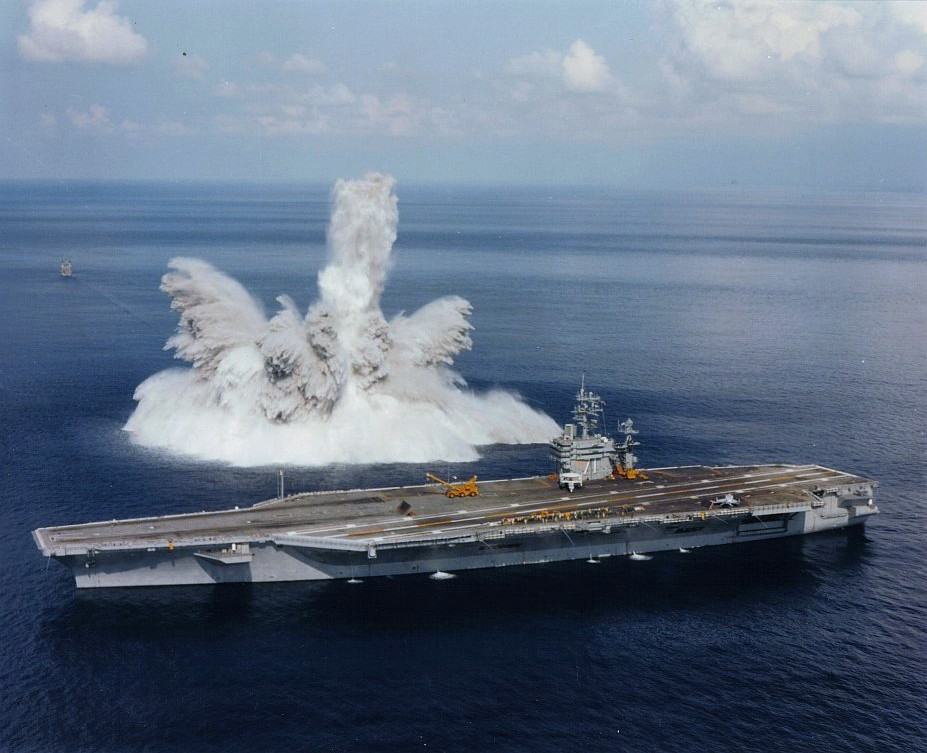
Teszt alatt a USS Theodore Roosevelt egy tengeri hadgyakorlaton 1987-ben

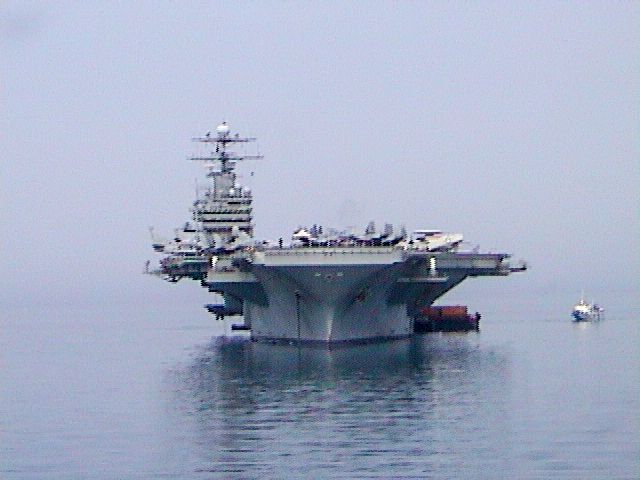
A koperi kikötő előtt pihenőben, hazatérőben az iraki háborúból (2003. április)

A USS Theodore Roosevelt és az utána vízre bocsátott hajók némileg különböznek a Nimitz osztály első három hajójától. Ezért ezeket egyes forrásokban külön hajóosztályként említik, azonban az US Navy egy osztályba tartozónak sorolja az összes hajót. 
Ez az egység is részt vett az összes amerikai katonai konfliktusban átadása óta, így az öbölháborúkban, a boszniai háborúban illetve az iraki háborúban is.